# Leonardo Monje
Leonardo « Leo » Esteban Monje Valenzuela dit La Pulga Atomica (« La Puce Atomique ») (né le 16 mars 1981 à Temuco au Chili), est un joueur de football chilien.